# Operación Rheinübung
La Operación Rheinübung (en alemán Unternehmen Rheinübung) fue una operación llevada a cabo durante la Segunda Guerra Mundial por la Kriegsmarine alemana en el Atlántico Norte, entre el 18 de mayo y el 1 de junio de 1941, en el contexto de la denominada "Batalla del Atlántico". Según el plan original, la operación debía consistir en una incursión rápida contra los convoyes navales aliados que se dirigían al Reino Unido. El intento de ataque fue llevado a cabo por una división naval alemana compuesta por dos unidades recientmente añadidas a la Kriegsmarine, el acorazado Bismarck (comandado por Ernst Lindemann ) y el crucero pesado Prinz Eugen (comandado por Helmut Brinkmann ), todo bajo el mando del vicealmirante Günther Lütjens.
Tras zarpar el 18 de mayo de 1941, las unidades alemanas se dirigieron hacia el norte con el objetivo de entrar en el Atlántico a través del estrecho de Dinamarca, mientras varios escuadrones navales de la Marina Real Británica comenzaban a perseguirlas; el 24 de mayo las naves de Lütjens se enfrentaron a una formación naval británica, dirigida por el vicealmirante Lancelot Holland, en la batalla del estrecho de Dinamarca, en la cual el gran crucero de batalla británico HMS Hood resultó hundido. Dañado tras el enfrentamiento, el Bismarck se separó del Prinz Eugen y optó por dirigirse al puerto francés de Brest, mientras varios contingentes importantes de la Home Fleet del almirante John Tovey y de la Force H del almirante James Somerville se dirigían hacia su posición.
Después de varios intentos de dejar atrás a sus perseguidores, en la tarde del 26 de mayo, el Bismarck fue dañado gravemente en el timón tras un ataque perpetuado por varios aviones que provenían del portaaviones británico HMS Ark Royal. Incapaz de dirigir el rumbo, el acorazado alemán fue alcanzado por las unidades de Tovey y hundido a las 10:36 a. m. del 27 de mayo, a 600 km aproximadamente de la costa francesa, con la consecuente muerte de 2 091 hombres. El Prinz Eugen, por su parte, sí logró llegar al puerto francés de Brest el 1 de junio.